# Christoph Willibald Gluck

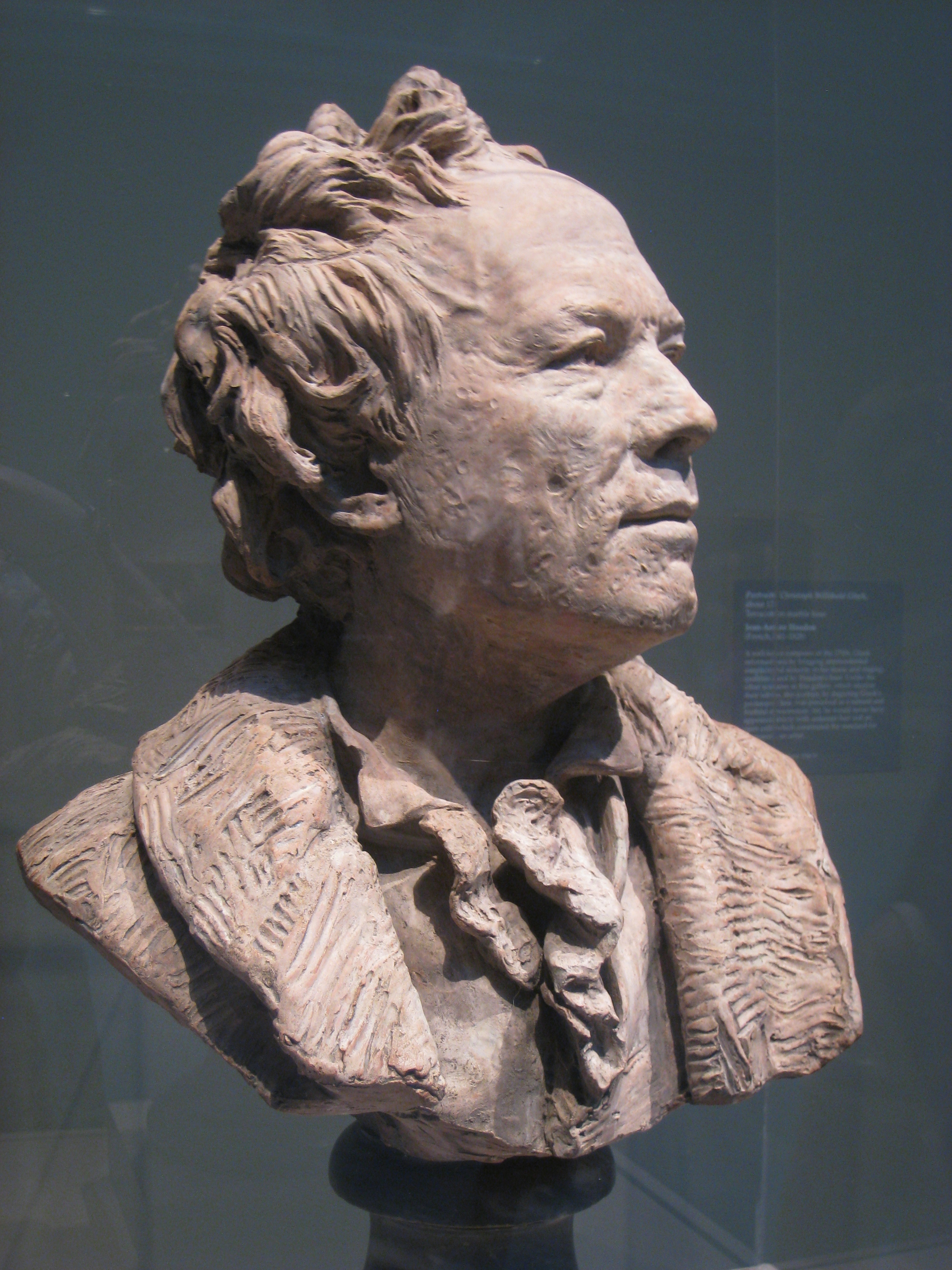
Buste van Gluck door Jean-Antoine Houdon

Christoph Willibald Ritter von Gluck (Erasbach bij Berching, 2 juli 1714 – Wenen, 15 november 1787) was een componist uit Duitsland, die onder andere in Italië, Parijs en Wenen werkte. Hij staat bekend als een van de belangrijkste operacomponisten van zijn tijd, de (vroeg)klassieke periode, en ook als een van de belangrijkste vernieuwers van het operagenre uit de geschiedenis.
In het Heimatmuseum in het Beierse Berching is een deel van de collectie gewijd aan zijn werk en leven.

## Levensloop
Gluck was de oudste zoon van een houtvester (een soort bosbeheerder) in dienst van de Beierse keurvorst. In 1717 vestigde het gezin zich in Bohemen. Zijn vader was in dienst bij prins Lobkowicz. Over zijn muzikale opleiding is niet veel bekend, vanaf 1726 was hij koorknaap in Komotau. In 1732 ging Gluck naar Praag, waar hij aanvankelijk als organist aan de kost kwam. Als violist trad hij vervolgens in dienst van verschillende adellijke heren, eerst in Praag en daarna in Wenen.
Pas op zijn 23ste begon hij serieus met componeren. Via prins Melzi maakte hij kennis met Giovanni Battista Sammartini en richtte zich op de Italiaanse opera. In 1741 kwam zijn eerste opera in Milaan op de planken: Artaserse, op een libretto van Pietro Metastasio. Het werk was succesvol en er volgden opdrachten uit verschillende steden in Italië.
In 1745 maakte hij als begeleider van prins Lobkowicz een reis naar Parijs, waar hij Rameau ontmoette, en naar Londen, waar hij kennis maakte met Händel. Händel vond dat Gluck minder van contrapunt had begrepen dan zijn kok. Uiteindelijk kwam het toch nog goed en gaven ze samen een uitvoering. In de daaropvolgende jaren volgden reizen door Duitsland in het operagezelschap van Pietro Mingotti, dat lange tijd in Hamburg verbleef.
In 1749 dong hij vergeefs naar de hand van Marianna Pergin, de dochter van een rijke Weense bankier. Toen de vader in het volgende jaar stierf, kon het huwelijk alsnog doorgaan. Het leverde Gluck een aanzienlijk fortuin op, en hij vestigde zich definitief in Wenen. Hij werd hofdirigent en schreef een aantal gelegenheidsopera's, vanaf 1755 vooral Franse opéra-comiques, die toen in Wenen in de mode kwamen. Paus Benedictus XIV sloeg hem tot ridder en vanaf 1756 heette hij Von Gluck.
Onder invloed van de ideeën van de Italiaanse tekstdichter Raniero de' Calzabigi, die in Parma groot succes had als librettist van een opera door Tommaso Traetta, kwam in 1761 in Wenen aan, schreef met Gluck zijn legendarische Orfeo ed Euridice (1762), een dramma per musica. Hierin brak hij met de heersende operaconventies en luidde daarmee een nieuwe fase in de operageschiedenis in. Aan het verhaal dat in de barokopera ondergeschikt was, werd meer aandacht besteed. Hij greep terug op de Griekse tragedie, Racine en de tragédie-Lyrique.
In de volgende jaren keerde Gluck terug tot zijn vroegere stijl, en pas met Alceste uit 1767 kwam de tweede hervormingsopera tot stand, wederom op tekst van Calzabigi. De hervormingen werden in deze opera zelfs consequenter doorgevoerd dan in Orfeo en uitgebreid toegelicht in een voorwoord, een belangrijk manifest uit de muziekgeschiedenis. Alceste werd een groot succes.
Minder succesvol was Paride ed Elena uit 1770. Een attaché aan de Franse ambassade, François Leblanc du Roullet, vestigde zijn aandacht op de Franse operatraditie en bezorgde hem in 1772 een Frans libretto, Iphigénie en Aulide. De opera die Gluck schreef werd door de Parijse Opera in 1774 opgevoerd, gevolgd door een sterk omgewerkte Franse versie van de Orfeo onder de naam Orphée et Eurydice.
Deze opera's deden veel stof opwaaien, en toen zich in 1776 een tegenstander aanbood, namelijk de Italiaan Niccolò Piccinni, ontbrandde een hevige richtingenstrijd tussen de hervormingsgezinde Gluckisten en de Piccinnisten, aanhangers van de Italiaanse traditie.
Gluck bleef tussen Wenen en Parijs heen en weer pendelen. In Parijs kwamen de Franse versie van Alceste en de nieuwe opera's Armide, Iphigénie en Tauride en Echo et Narcisse tot opvoering. Iphigénie en Tauride was Glucks grootste triomf, maar Echo et Narcisse was een mislukking, en verbitterd verliet Gluck Parijs. Hij raakte gedeeltelijk verlamd en in de laatste jaren van zijn leven componeerde hij niet meer.

## Gluck als componist
Gluck is bekend als hervormer van het operagenre. Met zijn Orfeo ed Euridice ontketende hij haast een revolutie in de operawereld. Zijn invloed was het grootst in Parijs, en duurde tot Hector Berlioz. Berlioz was een groot bewonderaar van Gluck, en diens opera Les Troyens is zonder Gluck ondenkbaar.

## Composities

### Muziektheater

#### Hervormingsopera's
| Voltooid in | titel                                                                             | aktes          | première                                                                                                   | libretto |
| ----------- | --------------------------------------------------------------------------------- | -------------- | --- | --- |
| 1762/1774   | Orfeo ed Euridice; Franse versie: Orphée et Euridice                              | drie bedrijven | 5 oktober 1762, Wenen, Burgtheater; Sterk bewerkte Franse versie: 2 augustus 1774, Parijs, Académie Royale | Ranieri de' Calzabigi; Franse versie: bewerkt door Pierre-Louis Moline                                                                       |
| 1767/1776   | Alceste                                                                           | drie bedrijven | 16 december 1767, Wenen, Burgtheater; Franse versie: 23 april 1776, Parijs, Académie Royale                | Ranieri de' Calzabigi naar het gelijknamige drama van Euripides; Franse versie: bewerkt door François Gand-Leblanc du Roullet                |
| 1774        | Iphigénie en Aulide (opgedragen aan koning Lodewijk XVI van Frankrijk)            | drie bedrijven | 19 april 1774, Parijs, Académie Royale                                                                     | François Gand-Leblanc du Roullet naar Jean Racine (naar Euripides)                                                                           |
| 1777        | Armide                                                                            | vijf bedrijven | 23 september 1777, Parijs, Académie Royale                                                                 | Philippe Quinault naar "Gerusalemme liberata" van Torquato Tasso                                                                             |
| 1779        | Iphigénie en Tauride (opgedragen aan de koningin Marie Antoinette van Oostenrijk) | vier bedrijven | 18 mei 1779, Parijs, Académie Royale                                                                       | Nicolas-François Guillard en François Gand-Leblanc du Roullet naar de gelijknamige tragedie van Claude Guimond de La Touche (naar Euripides) |

#### Overige opera's
| Voltooid in | titel                                                                              | aktes       | première | libretto |
| ----------- | ---------------------------------------------------------------------------------- | ----------- | --- | --- |
| 1741        | Artaserse                                                                          | 3 bedrijven | 26 december 1741, Milaan, Regio Ducal Teatro | Pietro Metastasio |
| 1742        | Cleonice (Demetrio)                                                                | 3 bedrijven | 2 mei 1742, Venetië, Teatro San Samuele | Pietro Metastasio |
| 1742        | Demofoonte (opgedragen aan: Otto Ferdinand Graf von Abensberg und Traun)           | 3 bedrijven | 6 januari 1743, Milaan, Regio Ducal Teatro | Pietro Metastasio |
| 1743        | Il Tigrane                                                                         | 3 bedrijven | 26 september 1743, Cremona | Carlo Goldoni naar Francesco Silvani "La Virtù trionfante dell'amore, e dell'odio"                                                            |
| 1743        | La Sofonisba (opgedragen aan: Vorst Georg Christian von Lobkowitz)                 | 3 bedrijven | 18 januari 1744, Milaan, Regio Ducal Teatro | Francesco Silvani (Recitatieven) en Pietro Metastasio (Aria's)                                                                                |
| 1744        | La finta schiava voltooid door Giacomo Maccari                                     |             | 13 mei 1744, Venetië, Teatro San Angelo | Francesco Silvani |
| 1744        | Ipermestra                                                                         | 3 bedrijven | 21 november 1744, Venetië, Teatro San Giovanni Grisostomo | Pietro Metastasio |
| 1744        | Poro                                                                               | 3 bedrijven | 26 december 1744, Turijn, Teatro Regio | Pietro Metastasio "Alessandro nell'Indie" |
| 1744-1745   | Ippolito (opgedragen aan: Vorst Georg Christian von Lobkowitz)                     | 3 bedrijven | 31 januari 1745, Milaan, Regio Ducal Teatro | Gioseffo Gorino Corio |
| 1745        | La caduta de' giganti                                                              | 2 bedrijven | 7 januari 1746, Londen, King's Theatre | Francesco Vanneschi |
| 1746        | Artamene                                                                           | 3 bedrijven | 4 maart 1746, Londen, King's Theatre | Francesco Vanneschi naar Bartolomeo Vitturi                                                                                                   |
| 1747        | Le nozze d'Ercole e d'Ebe                                                          | 2 bedrijven | 29 juni 1747, Pillnitz bij Dresden, slot Pillnitz | |
| 1748        | La Semiramide riconosciuta                                                         | 3 bedrijven | 14 mei 1748, Wenen, Burgtheater | Pietro Metastasio |
| 1749        | La contesa de' numi                                                                | 2 bedrijven | 9 april 1749, Kopenhagen, Charlottenborg | Pietro Metastasio |
| 1749        | Ezio                                                                               | 3 bedrijven | 26 december 1749, Praag; 2e versie: 26 december 1763, Wenen, Burgtheater                                                                                        | Pietro Metastasio |
| 1752        | Issipile                                                                           | 3 bedrijven | 1752, Praag | Pietro Metastasio |
| 1752        | La clemenza di Tito                                                                | 3 bedrijven | 4 november 1752, Napels, Teatro San Carlo | Pietro Metastasio |
| 1754        | Le cinesi                                                                          | 1 akte      | 24 september 1754, Schlosshof bij Wenen | Pietro Metastasio |
| 1755        | Les amours champêtres                                                              |             | 1755 | |
| 1755        | La danza                                                                           | 1 akte      | 5 mei 1755, Laxenburg | Pietro Metastasio |
| 1755        | L'innocenza giustificata                                                           | 1 akte      | 8 december 1755, Wenen, Burgtheater | Giacomo Durazzo (Recitatieven) en Pietro Metastasio (Aria's)                                                                                  |
| 1756        | Antigono                                                                           | 3 bedrijven | 9 februari 1756, Rome, Torre Argentina | Pietro Metastasio |
| 1756        | Le Chinois poli en France                                                          |             | 1756 | |
| 1756        | Le déguisement pastoral                                                            |             | 1756 | |
| 1756        | Il re pastore                                                                      | 3 bedrijven | 8 december 1756, Wenen, Burgtheater | Pietro Metastasio |
| 1757        | La fausse esclave                                                                  | 1 akte      | 8 januari 1758, Wenen, Burgtheater | Louis Anseaume en Pierre de Marcouville |
| 1758        | L'île de Merlin ou Le mond renversé                                                | 1 akte      | 3 oktober 1758, Wenen, slot Schönbrunn | Louis Anseaume naar Alain-René Lesage en d'Orneval                                                                                            |
| 1759        | La Cythère assiégée                                                                | 2 bedrijven | voorjaar 1759, Wenen, Burgtheater; nieuwe versie 1775 | Charles-Simon Favart, naar Barthélemy-Christophe Fagan «Le pouvoir de l'Amour» ou «Le siège de Cythère»                                       |
| 1759        | Le diable à quatre, ou La double métamorphose                                      | 3 bedrijven | 28 mei 1759, Laxenburg | Michel Jean Sedaine, Pierre Baurans naar Charles Coffey "The Devil to Pay"                                                                    |
| 1759        | L'arbre enchanté, ou Le tuteur dupé                                                | 1 akte      | 3 oktober 1759, Wenen, Schloss Schönbrunn | Pierre Louis Moline naar een Frans vaudeville van Jean-Joseph Vadé, «Le poirier», dat op Lafontaines «La gageure des trois commères» baseerde |
| 1760        | La Tetide                                                                          | 2 bedrijven | 10 oktober 1760, Wenen, Hofburg | Giovanni Ambrogio Migliavacca |
| 1760        | L'ivrogne corrigé                                                                  | 2 bedrijven | eind 1760, Wenen, Burgtheater | Louis Anseaume en Jean-Baptiste Lourdet de Santerre naar een idee van de sprookjesdichter La Fontaine                                         |
| 1761        | Le cadi dupé                                                                       | 1 akte      | 8 december 1761, Wenen, | naar Pierre-René Lemonnier |
| 1763        | Il trionfo di Clelia                                                               | 3 bedrijven | 14 mei 1763, Bologna, Teatro Comunale (voor de opening van het theater)                                                                                         | Pietro Metastasio |
| 1764        | La rencontre imprévue                                                              | 3 bedrijven | 7 januari 1764, Wenen, Burgtheater | L.H. Dancourt naar Alain-René Lesage en D'Orneval «Les pèlerins de la Mecque»                                                                 |
| 1764        | Il parnaso confuso                                                                 | 1 akte      | 24 januari 1765, Wenen, Schloss Schönbrunn | Pietro Metastasio |
| 1765        | Il Telemaco, ossia L'isola di Circe                                                | 2 aktes     | 30 januari 1765, Wenen, Burgtheater | Marco Coltellini naar Carlo Sigismondo Capece                                                                                                 |
| 1765        | Isabelle et Gertrude                                                               | 1 akte      | 14 augustus 1765, Parijs, Théâtre Italienne | Charles-Simon Favart |
| 1765        | La corona                                                                          | 1 akte      | 13 november 1987, Wenen, Schloss Schönbrunn; de opera was bestemd voor 4 oktober 1765, een feestdag van de Oostenrijkse keizer, maar werd toen niet uitgevoerd. | Pietro Metastasio |
| 1767        | Il prologo                                                                         |             | 22 februari 1767, Florence, Teatro di Via della Pergola | Lorenzo Ottavio del Rosso |
| 1769        | Le feste d'Apollo (Prologo; Atto di Bauci e Filemone; Atto d'Aristo; Atto d'Orfeo) | 3 bedrijven | 24 augustus 1769, Parma, Teatro di corte | Gastone Rezzonico, Giuseppe Maria Pagnini, Giuseppe Pezzana Calzabigi                                                                         |
| 1770        | Paride ed Elena                                                                    | 5 bedrijven | 30 november 1770, Wenen, Burgtheater | Raniero Simone Francesco Maria de' Calzabigi                                                                                                  |
| 1779        | Écho et Narcisse                                                                   | 3 bedrijven | 1e versie: 24 september 1779, Parijs, Académie Royale; 2e versie: 8 augustus 1780, Parijs, Académie Royale                                                      | Louis Théodore Baron de Tschudi naar Ovidius' "Metamorphosen"                                                                                 |

### Instrumentaal
- Verschillende triosonaten
- Alter russischer Marsch, voor blaasorkest, op een melodie uit Iphigénie en Aulide